# Venturia macularis
Venturia macularis är en svampart som först beskrevs av Elias Fries, och fick sitt nu gällande namn av E. Müll. & Arx 1950. Venturia macularis ingår i släktet Venturia och familjen Venturiaceae.  Arten är reproducerande i Sverige. Inga underarter finns listade i Catalogue of Life.